# George E. Smith
Pour les articles homonymes, voir George Smith et Smith.
George Elwood Smith, né le 10 mai 1930 à White Plains dans l'État de New York et mort à Barnegat (New Jersey) le 28 mai 2025, est un scientifique et physicien américain coinventeur du capteur CCD, ce qui lui a valu d'être corécipiendaire avec Willard Boyle de la moitié du prix Nobel de physique de 2009 « pour l'invention d'un circuit semiconducteur à imagerie, le capteur CCD ».

## Biographie
George E. Smith est diplômé du bachelor en sciences de l'université de Pennsylvanie en 1955 et du doctorat de l'université de Chicago en 1959. Il travaille aux Laboratoires Bell de 1959 à 1986, année de sa retraite.
En 1969, Smith and Willard Boyle inventèrent le capteur Charged Coupled Device (CCD). Cette invention leur vaudra un certain nombre d’honneurs dont le Stuart Ballantine Medal du Franklin Institute en 1973, le Morris Liebmann Award du IEEE en 1974, le prix Charles Stark Draper de l’académie nationale d'ingénierie américaine en 2006 et la moitié du prix Nobel de physique en 2009 (l'autre moitié a été remise à Charles Kao).
George Smith meurt à Barnegat (New Jersey) le 28 mai 2025 à l’âge de 95 ans.

## Apports scientifiques

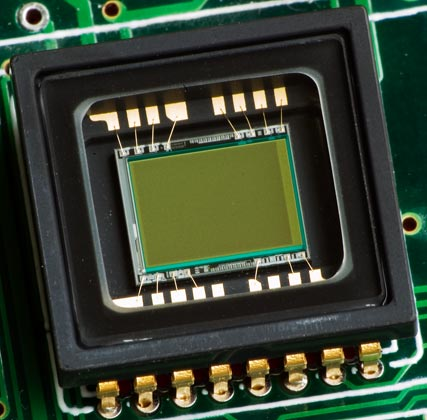
Un capteur CCD.

## Honneur
L'astéroïde (11740) Georgesmith est nommé en son honneur.